# Tika Bogati
Tika Bahadur Bogati (ur. 26 września 1962) – nepalski lekkoatleta (maratończyk), dwukrotny olimpijczyk.
Uczestnik igrzysk w Seulu (1988) i w Atlancie (1996). W Korei Południowej uzyskał 66. wynik na 98 sklasyfikowanych zawodników (2:31:49), zaś w Atlancie 74. czas wśród 111 zawodników, którzy dotarli do mety (2:27:04).
Wywalczył brązowy medal Igrzysk Południowej Azji 1991 w Kolombo, a także brąz podczas Igrzysk Południowej Azji 1993 w Dhace. W 1995 roku zdobył złoty medal z rekordem życiowym 2:19:38.
Podczas igrzysk w Atlancie (1996) pełnił funkcję chorążego reprezentacji Nepalu podczas ceremonii otwarcia. Służył w nepalskiej armii.
Rekord życiowy w maratonie – 2:19:38 (1995).